# Callipallene belizae
Callipallene belizae là một loài nhện biển trong họ Callipallenidae. Loài này thuộc chi Callipallene. Callipallene belizae được miêu tả khoa học năm 1982 bởi Child.